# Lilly Hafgren-Waag

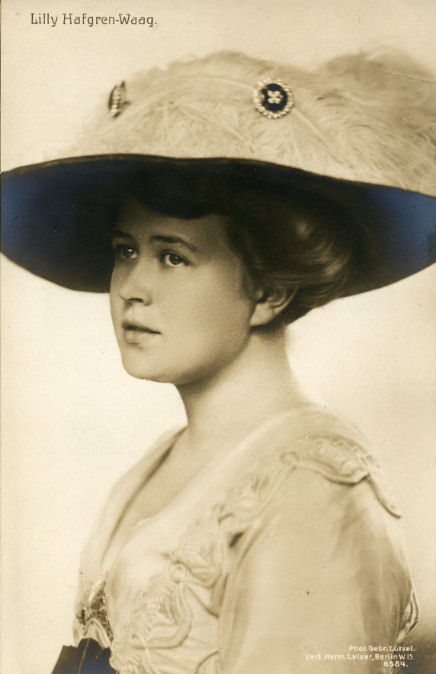
Lilly Hafgren-Waag (um 1923)

Lilly Johanna Maria Hafgren, verheiratete Hafgren-Waag und Hafgren-Dinkela (geboren 7. Oktober 1884 in Stockholm, gestorben 27. Februar 1965 in Berlin-Charlottenburg) war eine schwedische Opernsängerin der Stimmlage Sopran. Sie verfügte über ein breites Rollenspektrum und war insbesondere in Werken von Richard Wagner und Richard Strauss erfolgreich.

## Leben und Werk
Lilly Hafgren entstammte einer musikalischen Familie. Ihr Vater Erik Johann Hafgren (1834–1913) war Sänger und Theaterintendant, ihre Mutter Anna Maria Malmgren (1859–1931) Konzertsängerin und ihr Bruder Lill-Erik Hafgren (1881–1959) Komponist, Dirigent, Pianist und Musikpädagoge. Sie wuchs in Berlin und Frankfurt am Main auf. Ursprünglich wollte sie Pianistin werden. Ab 1892 hatte sie in Frankfurt privaten Klavierunterricht, von 1898 bis 1908 studierte sie Gesang bei Maximilian Fleisch (1847–1913) am Raff’schen Konservatorium ebendort.  Im Mai 1905 heiratete sie in Frankfurt am Main den Architekten Hans Waag (1876–1941). Das Ehepaar ging für drei Jahre zu weiteren Studien nach Italien. 1907 gab sie ein Konzert im Haus der Contessa Blandine Gravina in Florenz, bei dem sie sich auch selbst am Klavier begleitete. Unter den Gästen befand sich Siegfried Wagner, der ihr eine Laufbahn als Sängerin empfahl und sie zu einem Vorsingen nach Bayreuth einlud.

### Oper
Sie debütierte bei den Bayreuther Festspielen von 1908 als Freia im Rheingold, dirigiert von Hans Richter. Carl Hagemann, Intendant des Nationaltheaters Mannheim, war von ihrem Talent beeindruckt und bot ihr einen Vier-Jahres-Vertrag an. Auch ihr Ehemann wurde als Dramaturg und Regisseur an das Nationaltheater verpflichtet. In Mannheim konnte sich Lilly Hafgren-Waag rasch ein breites Rollenrepertoire aufbauen und Zustimmung von Publikum und Presse erringen. Ihr Tenorpartner war fast immer Fritz Vogelstrom. 1909 übernahm sie in Bayreuth kurzfristig die Rolle der Elsa im Lohengrin, nachdem die vorgesehene Sängerin erkrankt war. Binnen sechs Tagen studierte sie die Rolle ein, angeleitet von Siegfried Wagner, der diese Produktion dirigierte. Bei den Wagner-Festspielen von 1911, 1912 und 1924 war sie die Erstbesetzung der Eva in den Meistersingern von Nürnberg. Ausgehend von Bayreuth und Mannheim entwickelte sich eine steile Karriere im gesamten deutschen Sprachraum. In den ersten Jahren ihrer sängerischen Tätigkeit gastierte sie an den Hoftheatern von Karlsruhe und Hannover, am Opernhaus von Leipzig und am Neuen Deutschen Theater Prag sowie am Opernhaus von Frankfurt a. M. 1912 verabschiedete sich als Elsa (Lohengrin) vom Mannheimer Publikum und trat danach ihr Engagement an der Berliner Hofoper an, deren Ensemble sie bis 1920 angehörte. Ihr Ehemann war bereits im Jahr zuvor als Oberspielleiter nach Braunschweig gegangen. In Berlin erweiterte sie ihr Wagner-Repertoire, zur Elisabeth kam die Venus, zur Sieglinde die Brünnhilde. Sie übernahm 1913 auch die Elisabetta in der späten Erstaufführung von Verdis Don Carlos.
Obwohl Lilly Hafgren-Waag als eine von wenigen Sängerinnen der Operngeschichte die zentralen Rollen in allen zehn Werken des Bayreuther Kanons studiert hatte und auch auf der Bühne verkörperte, achtete sie darauf, nicht auf das Wagner-Fach beschränkt zu werden. Die Flexibilität ihrer Stimme und ihre vielseitige Einsetzbarkeit stellte sie als Pamina in Mozarts Zauberflöte, als Leonore in Beethovens Fidelio, als Marta in d’Alberts Tiefland sowie in den Titelpartien von Bizets Carmen und von Puccinis Tosca unter Beweis, weiters als Iphigénie auf Tauris, Figaro-Gräfin, Cherubino, Agathe, Recha, Selica, Charlotte und als Mona Lisa in der Oper von Max von Schillings, schließlich auch in mehreren Opern von Hugo von Hofmannsthal und Richard Strauss – beispielsweise als Chrysothemnis in deren Elektra oder als Octavian und Marschallin im Rosenkavalier. In Berlin verkörperte sie 1913 die Titelfigur in der Premiere der Erstfassung von Ariadne auf Naxos (am Schauspielhaus), 1916 auch in der Premiere der Zweitfassung (an der Hofoper). In der Berliner Erstaufführung der Frau ohne Schatten am 18. April 1920 übernahm sie die Titelrolle, die Kaiserin. Später sang sie in dieser Oper die hochdramatische Rolle der Färberin.
In die Zeit ihres Berliner Vertrages fiel auch der Erste Weltkrieg, der Gastspieltätigkeiten erheblich einschränkte. 1914 wurde sie erstmals an die Wiener Hofoper eingeladen und in Straßburg sang sie im selben Jahr in einer Inszenierung von Glucks Orpheus und Eurydike. 1919 debütierte sie an der Semperoper in Dresden. Ab Mitte 1920 verzichtete Hafgren-Dinkela auf ein festes Engagement und gab ausschließlich Gastspiele. In den 1920er Jahren wurde sie nach Bukarest, Warschau und Prag eingeladen, wiederum nach Wien, sie sang in Madrid und Barcelona und an zahlreichen italienischen Opernhäusern, gastierte an der Grand Opéra in Paris, in Lyon, Monaco und Basel, sang 1921 in Göteborg die Senta im Fliegenden Holländer und ab 1924 an der Mailänder Scala alle drei Brünnhilden, dirigiert von Arturo Toscanini. Nun lag der Fokus eindeutig auf Wagner-Heldinnen, die ihr die meisten Einladungen brachten, insbesondere die Brünnhilde und die Isolde. Bemerkenswert ist, dass ihr in Bayreuth nur die lyrischen Partien Freia, Elsa und Eva übertragen wurden, nicht aber die hochdramatischen Rollen (Isolde, Sieglinde, Brünnhilde, Kundry), Rollen, mit denen sie nach dem Ersten Weltkrieg in ganz Europa große Anerkennung errang, und dass sie nach der Wiederaufnahme der Meistersinger-Inszenierung Siegfried Wagners im Sommer 1924 nicht wieder nach Bayreuth eingeladen wurde. 1926 gastierte sie in Stockholm als Brünnhilde, Isolde und Leonore. 1927 sang sie die Brünnhilde in der Götterdämmerung bei den Festspielen in der Waldoper Zoppot, 1928 dieselbe Rolle am Teatro Comunale di Bologna, 1929 die Brünnhilde in der Walküre in Rom, 1930 ebendort die weibliche Titelfigur in Tristan und Isolde. Ein Angebot der Metropolitan Opera in New York lehnte sie ab, weil weder Ehemann noch Bruder sie begleiten konnten.
1933 entschloss sie sich, für zwei Spielzeiten nochmals ein Festengagement an der Semperoper anzunehmen. Zu ihren späten Paraderollen zählten die Kundry im Parsifal und die Herodias in der Salome. 1935 sang sie an der Semperoper eine Vorstellung der Frau ohne Schatten unter der Leitung des Komponisten Richard Strauss. Auf dem Bankett danach gab sie überraschend bekannt, dass diese Vorstellung ihr Abschied von der Bühne gewesen sei. Versuche sie umzustimmen, auch von Richard Strauss persönlich, waren vergebens.

### Konzert
Lilly Hafgren-Waag war eine gefragte Konzertsängerin, sowohl für große Orchesterkonzerte als auch für Liederabende mit Klavierbegleitung. Oftmals handelte es sich um konzertante Aufführungen von Werken Richard Wagners, sowohl von Auszügen als auch von Gesamtaufführungen. Bereits 1910 trat sie in Bologna und Rom in Wagner-Konzerten auf. Am 1. Oktober 1911 sang sie in Frankfurt am Main unter Leitung von Willem Mengelberg Die Legende von der heiligen Elisabeth von Franz Liszt und Szenen aus dem Tannhäuser. Am 12. Februar 1912 gab sie gemeinsam mit Walter Soomer und Walter Kirchhoff im Wiener Musikverein einen Bayreuther Abend zugunsten des Deutschen Hilfsvereins. Sie sang eine Arie aus Tannhäuser und drei der fünf Wesendonck-Lieder. Am 28. Dezember 1914 gastierte sie – wieder gemeinsam mit Walter Kirchhoff – am Stadttheater Metz, mit Szenen von Siegmund und Sieglinde aus dem 1. Akt der Walküre. 1918 gab sie in Brünn einen Liederabend. Am 23. März 1921 gastierte sie im Wiener Konzerthaus mit dem Wiener Staatsopern-Orchester unter Leitung von Paul Breisach und mit dem Cellisten Friedrich Buxbaum, mit Werken von Bruch, Debussy, Dvořák, Grieg, Haydn, Schmalstich, Richard Strauss und erneut denselben drei Wesendonck-Liedern. Für den 3. Februar 1922 wurde in Berlin angekündigt: „Einziges Konzert mit dem Philharm. Orchester. Siegfried Wagner. Solistin: Lilly Hafgren-Dinkela.“ Preiser Records schreibt in der Ankündigung einer Zusammenstellung von 16 Tondokumenten, sie habe in den 1920er zahlreiche Liederabende und Konzerte gegeben, unter anderem in Amsterdam, Den Haag und Rotterdam, in London, Stockholm, Prag, Budapest, Graz, Luzern, Florenz, Genua, Mailand, Neapel und Venedig sowie in zahlreichen deutschen Städten. Oftmals integrierte sie Werke zeitgenössischer Komponisten in ihre Programme, beispielsweise Lieder ihres Bruders Lil Erik Hafgren, von Max von Schillings oder Richard Strauss. 1930 bestritt sie in Paris eine konzertante Aufführung von Tristan und Isolde und 1931 ebendort ein Wagner-Konzert.
Jürgen Kesting charakterisiert der Sängerin wie folgt: „Ihr Ehrgeiz, der sich in einem Repertoire von verblüffender Breite manifestiert, hat [sie] dazu herausgefordert, bisweilen mit der Stimme zu singen, die sie gerne gehabt hätte.“ Er anerkennt aber auch, dass auf den Odeon-Aufnahmen von 1911 „ein klangschöner, kräftiger lyrischer Sopran mit guten technischen Möglichkeiten“ zu hören ist. Lobend erwähnt wird „etwa der feine Triller“ zu Beginn der Juwelen-Arie. Kutsch/Riemens charakterisierten ihre Qualitäten schnörkellos: „Kraftvoll geführte, schön gebildete Sopranstimme; dazu große Schauspielerin.“. Sie erhielt den Titel einer badischen Kammersängerin und die Reuß'sche goldene Medaille für Kunst und Wissenschaft.
1919 ließ sie sich von Hans Waag scheiden und heiratete im gleichen Jahr den Kaufmann Georg Dinkela (* 1886 Osnabrück), mit dem sie nach ihrem Abschied von Bühne und Konzertsaal in Berlin lebte.

### Rollenbilder

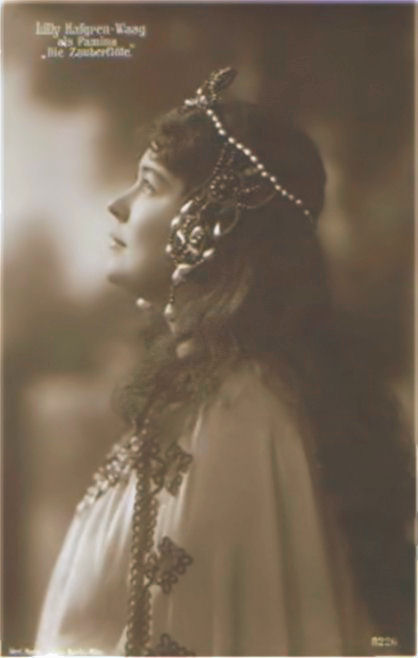
Pamina
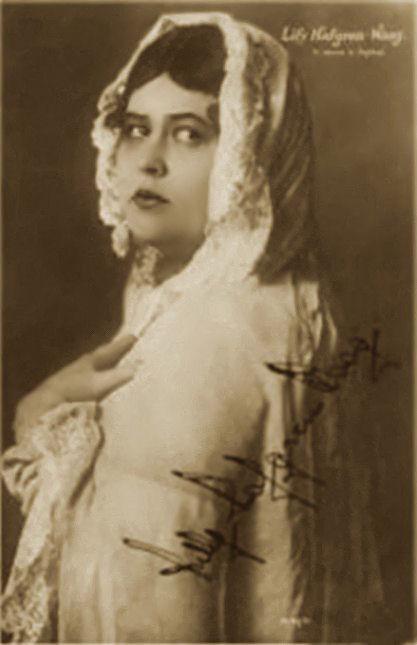
Marta
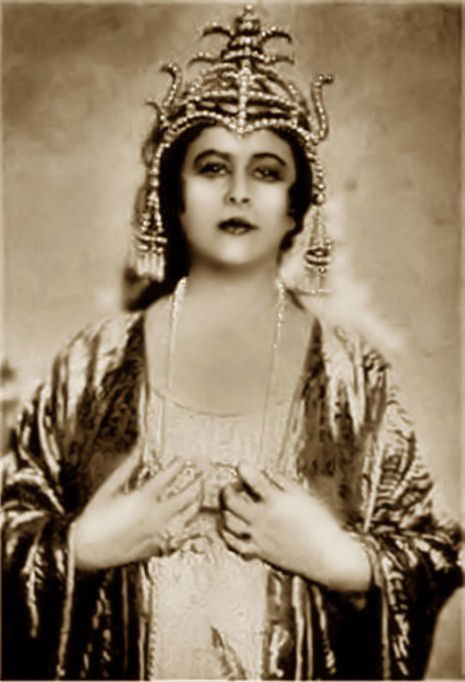
Kaiserin

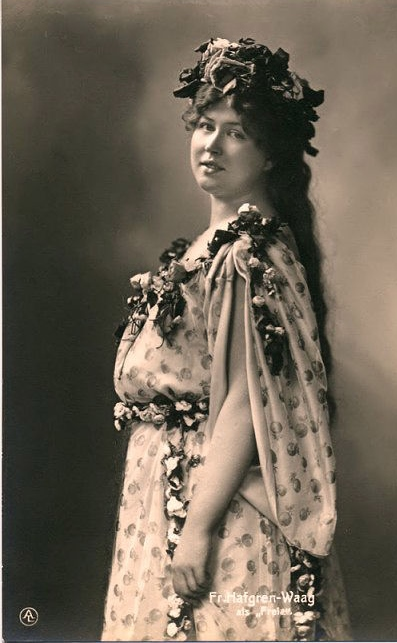
Freia 1908
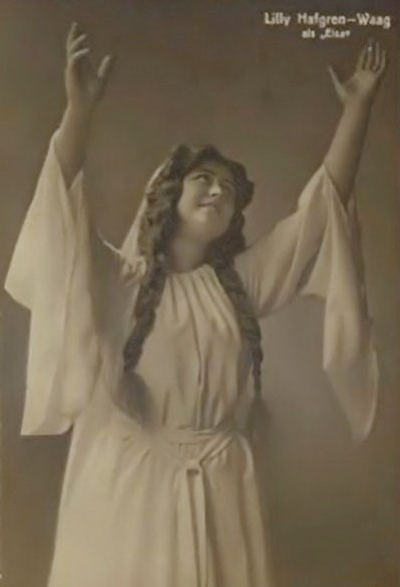
Elsa 1909
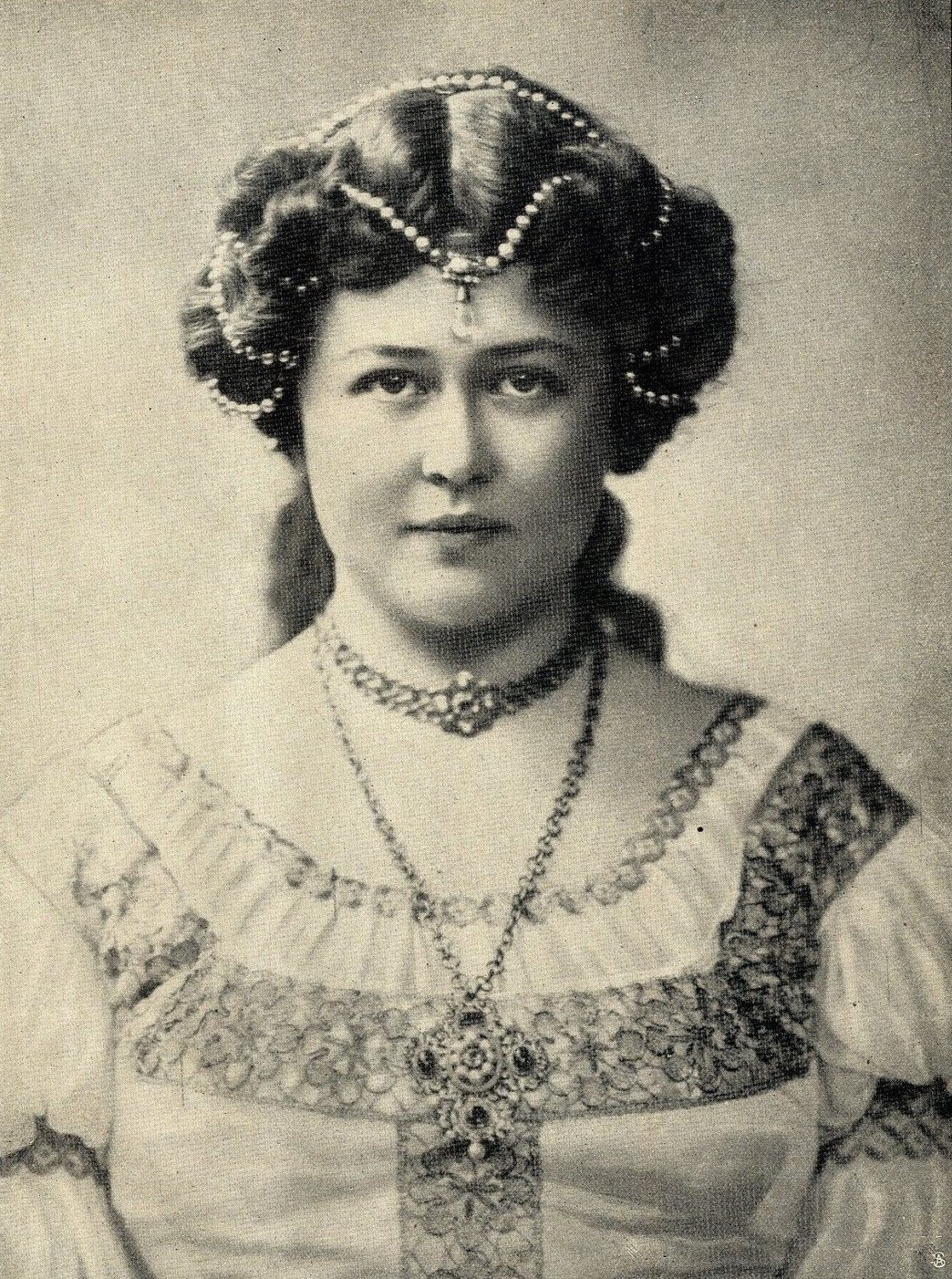
Eva 1912
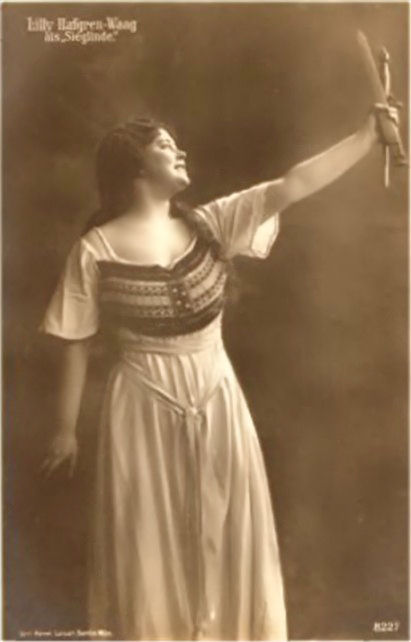
Sieglinde

- Pamina
- Marta
- Kaiserin

## Tondokumente (Auswahl)
Von 1910 bis 1914 nahm Lilly Hafgren in Berlin eine Reihe von Schallplatten für das Label Odeon auf, von 1920 bis 1922 folgten Aufnahmen für die Deutsche Grammophon-Gesellschaft.
- Beethoven: Fidelio – Abscheulicher! Wo Eilst Du Hin? (Leonore)
- Meyerbeer: Die Afrikanerin – Des Dankes Empfinden, oh nie soll es schwinden / Das Schiff Don Pedros liegt drunten, beide gemeinsam mit dem Tenor Fritz Vogelstrom / Unter dem Manzanillobaum / Blumen so schön und rot  (Selica)
- Mozart: Figaros Hochzeit – Heil’ge Quelle reiner Triebe (Gräfin)
- Gounod: Faust – Ha, Welch’ Glück (Juwelen-Arie der Margarethe)
- Weber: Der Freischütz – Schelm, halt fest! / Wie nahte mir der Schlummer (Agathe)

Weiters wurden folgende Szenen aus Richard-Wagner-Opern aufgezeichnet:
- Der fliegende Holländer – Traft ihr das Schiff im Meere an (Senta-Ballade)
- Tannhäuser und der Sängerkrieg auf Wartburg – Dich, teure Halle, grüss’ ich wieder (Elisabeth)
- Meistersinger von Nürnberg – Quintett (Eva) gemeinsam mit Waldemar Henke, Josef von Manowarda, Maria Olszewska und Fritz Soot
- Tristan und Isolde –  Mild und leise (Isolde)
- Die Walküre – Der Männer Sippe saß hier im Saal (Sieglinde)
- Parsifal – Ich sah das Kind an seiner Mutter Brust / Seit Ewigkeiten harre ich Deiner (Kundry)

Wiederveröffentlichungen:
- Lilly Hafgren. Zwölf Titel aus zehn Opern, aufgenommen 1911–1921. Lebendige Vergangenheit LV 88. Preiser Records, Wien 1979 (LP)[18][19]
- Sigrid Arnoldson & Lilly Hafgren (100 Jahre Schallplatte). Best.-Nr. 10015. Hamburger Archiv für Gesangskunst, 1998 (?) (CD) ( Während Arnoldson überwiegend italienisches und französisches Fach singt, sind von Hafgren vier der acht Aufnahmen Wagner’sche, aus Holländer, Tristan und Isolde, Walküre und Parsifal, außerdem je eine Arie von Beethoven, Meyerbeer, Mozart und Weber.[20]
- Lilly Hafgren. Sechzehn Titel aus dreizehn Opern, aufgenommen 1910–1921. Lebendige Vergangenheit 89651. Preiser Records, Wien 2006 (CD)[21]